# Sabuloglossum arenarium
Sabuloglossum arenarium — вид грибів, що належить до монотипового роду Sabuloglossum.
Описаний у 2013 році, містить єдиний широко розповсюджений вид Sabuloglossum arenarium, який раніше відносили до родів Microglossum, Corynetes, Ceoglossum та Thuemenidium. Родова назва походить від латинського слова sabulum і вказує на те, що цей вид надає перевагу піщаним місцям існування.